# Soplillo
Se llama soplillo a un tipo de tela de seda muy ligera. 
Se decía soplillo o manto de soplillo a un tipo de tela tan delgada que con solo un soplo se podía ahuecar en un punto concreto. Responde este tejido a otro que usaron los griegos llamado trichapton que debía de ser un velo muy delgado. Los Setenta Intérpretes en su versión usaron este término.  
Otra acepción de esta palabra es la utilizada en la zona del litoral Argentino, más precisamente en la ciudad de Paraná (provincia de Entre Ríos), donde se denomina soplillo al artilugio ornamental navideño realizado a partir de la técnica de vidrio soplado. Su nombre deviene de la materialidad con la que se construían estos elementos en la antigüedad, y que luego fueron suplantados por otros materiales como el plástico. 